# De Eendracht van het Land
De Eendracht van het Land is de titel van een tweetal artistieke kunstwerken van beeldhouwer en latere verzetsman Gerrit van der Veen. Het zou zijn laatste beeldhouwwerk zijn.

## Eerste versie
De eerste versie in Euville Marbrier-steen werd besteld door de Nederlandse Spoorwegen. Van der Veen ontwierp een beeldengroep waarin een man geflankeerd wordt door twee vrouwen. Het hakwerk werd verricht door G.W. Harmsen en het beeld werd in de tweede helft van 1940 geplaatst op de Leidseveertunnel die rond die tijd werd vernieuwd naar ontwerp van de spoorarchitect Sybold van Ravesteyn. Omstreeks 1992 is het kunstwerk verplaatst in verband met een verbreding van de Leidseveertunnel.

## Tweede versie
Een tweede versie, dit keer in brons, werd op 27 maart 1987 door de weduwe Louise van der Veen-van der Chijs geschonken aan de Stichting 1940-1945. Zij lichtte bij die onthulling toe dat haar man de bedoeling had het "één zijn" van het land uit te beelden. Verder vertelde ze: "Het is ook een verzetsmonument: de ene vrouw heeft een zwaard in haar hand. De andere de hoorn des overvloeds en symboliseert het streven naar welvaart. En de man in het midden beschermt." Het beeld werd geplaatst in het Singelgrachtgebouw (Raad van Arbeid) aan de Wibautstraat in Amsterdam. De stichting en het beeld verhuisden in 1992 naar Nienoord 5 te Diemen. Later werd het beeld geplaatst in de binnentuin van de Stichting Centrum '45 in Oegstgeest. Beide stichtingen werken daar en in Diemen samen in het ARQ Nationaal Psychotrauma Centrum.

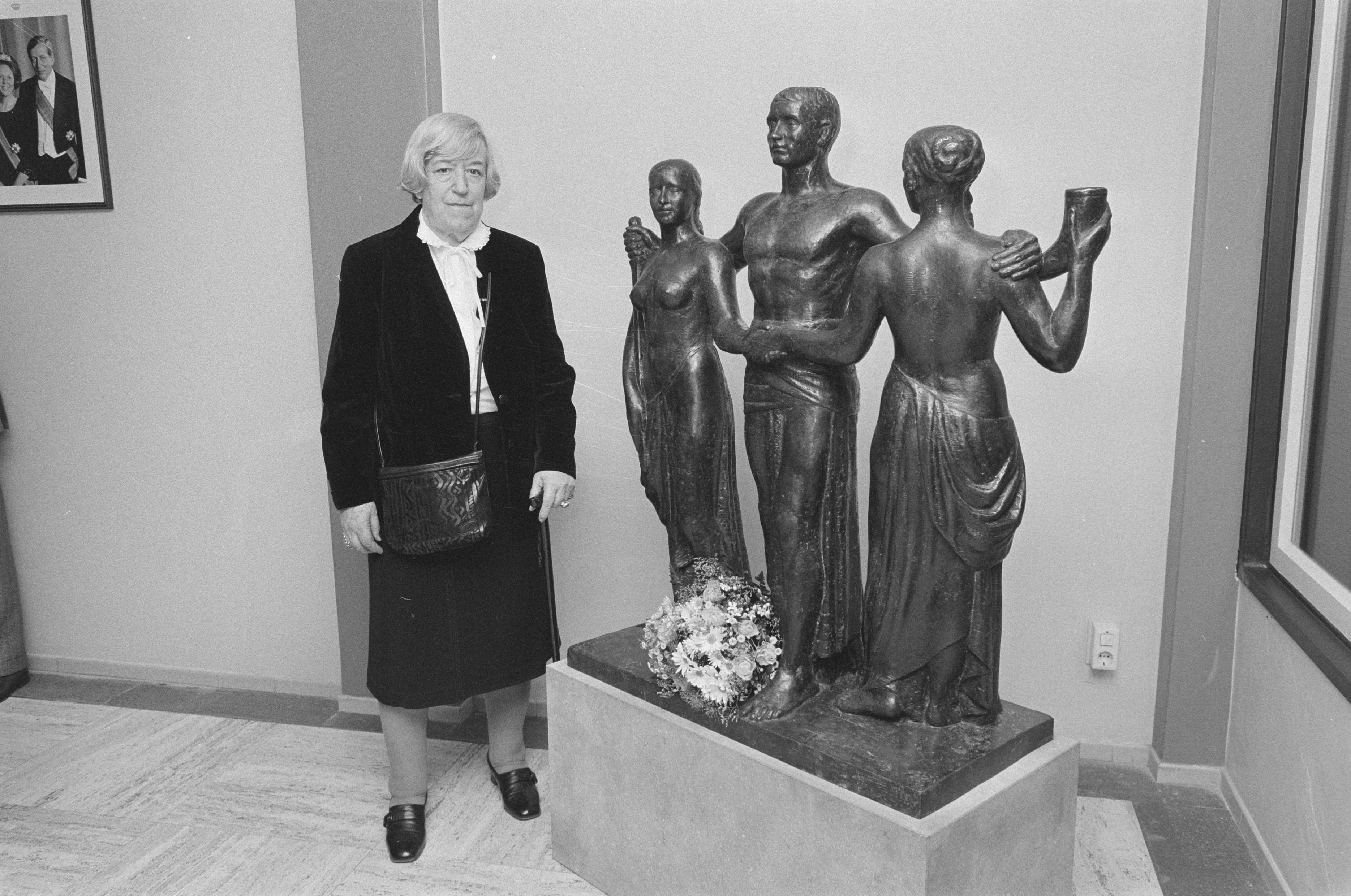
Onthulling van de tweede versie twee in 1987 met Louise van der Veen-van der Chijs